# Barrios de circunvalación de Jerusalén Este

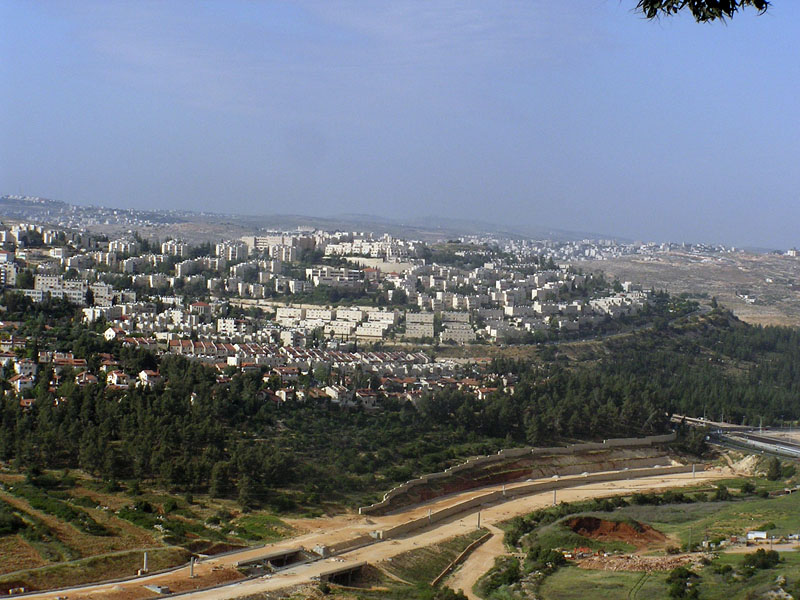
Vista del barrio de Ramot en Jerusalén Este.

Los barrios de circunvalación de Jerusalén (en hebreo: שכונות הטבעת) son ocho asentamientos israelíes urbanos construidos como barrios de circunvalación, principalmente en Jerusalén Este. Los primeros barrios construidos después de 1967 fueron Ramot, la Colina Francesa, Neve Yaakov, Pisgat Zeev, Talpiot del Este y Gilo. En la década de 1990, se construyeron los barrios de Ramat Shlomo y Har Homa. La comunidad internacional no reconoce la soberanía israelí sobre Jerusalén Este, y considera que los vecindarios son asentamientos ilegales según el derecho internacional, pero el gobierno israelí no está de acuerdo con esta afirmación.

## Historia de los asentamientos
En 1967, después de la Guerra de los Seis Días y la captura de un Jerusalén Este de población palestina, se modificó la composición étnica de Jerusalén. Se elaboraron planes para establecer nuevos barrios residenciales judíos en terrenos no desarrollados alrededor de Jerusalén, como una solución de vivienda para parejas jóvenes, nuevos inmigrantes (olim jadashim) y familias de clase media que buscaban una mejor calidad de vida. El territorio de la ciudad se incrementó a 108 kilómetros cuadrados (42 millas cuadradas) cuando Israel se anexionó unilateralmente diversas áreas al norte, el este, y el sur de la ciudad, totalizando un área tres veces mayor que el área de Jerusalén Oeste anterior a la guerra. Actualmente, unas 165.000 personas residen en estas comunidades. 
Según las Naciones Unidas, la Unión Europea y casi toda la comunidad internacional, debido a que estos asentamientos se construyeron más allá de la Línea Verde, los barrios que Israel posteriormente construyó en estos terrenos anexionados se consideran asentamientos israelíes ilegales según el derecho internacional. Este planteamiento está basado jurídicamente en la cuarta Convención de Ginebra, que prohíbe expresamente el traslado de población civil de la potencia ocupante al territorio ocupado, y en la resolución 476 del Consejo de Seguridad de las Naciones Unidas que, entre otros aspectos, "reitera que todas las medidas que han alterado el carácter geográfico, demográfico e histórico y el estatuto de la Ciudad Santa de Jerusalén son nulas y carentes de valor y deben dejarse sin efecto".
Israel niega esta afirmación, y sostiene que estos vecindarios son parte del municipio de Jerusalén y que, por lo tanto, están bajo la soberanía del Estado israelí. La posición de los Estados Unidos ha sido inconsistente. Por una parte, se abstuvieron a la hora de votar la resolución 476, y el Congreso de los Estados Unidos declaró que Jerusalén debía seguir siendo una ciudad indivisible cuando trasladaron su embajada a la Ciudad Santa. Por otro lado, la administración del Presidente Barack Obama declaró que los asentamientos de Jerusalén Este debían detener su construcción y expansión de forma permanente. Canadá también ha mostrado posiciones vacilantes con respecto a los vecindarios, al usar palabras ambiguas y al negarse a reconocer a los vecindarios como asentamientos ilegales israelíes en la Palestina ocupada.

## Barrios
- Ramot: Está ubicado en el noroeste de Jerusalén, al norte de la carretera número uno. El barrio fue establecido en 1974 y tenía alrededor de 50.000 residentes en el año 2015.[8]

- Ramat Shlomo: Está ubicado al norte de la ciudad santa, fue establecido en 1995. Tenía una población casi totalmente ultraortodoxa de 20.000 habitantes en el año 2014.[9]

- Neve Yaakov: Es el barrio más septentrional de Jerusalén. Fue establecido en 1970 y tenía alrededor de 30.000 residentes en 2014.[10]

- Pisgat Zeev: Se encuentra en el norte de la ciudad y es el mayor barrio de Jerusalén. Fue establecido en 1982 y tiene alrededor de 50.000 habitantes.[11]

- La Colina Francesa: Se encuentra en el noreste de la ciudad y se estableció en 1968. Tiene una población de más de 6.600 residentes.

- Talpiot del Este: Se encuentra en el extremo sur oriental de la ciudad. Fue establecido en 1973 y tiene unos 15.000 habitantes.

- Har Homa: Está ubicado en el extremo sureste de la ciudad y se estableció en 1997. Tiene alrededor de 20.000 residentes.

- Gilo: Está ubicado en el suroeste de la ciudad santa y es el barrio más elevado. Fue establecido en 1971 y tiene alrededor de 40.000 habitantes.

- Ramat Eshkol: Fue construido sobre la Línea Verde y forma parte de los barrios de circunvalación.